# Си, Мелани
Ме́лани Джейн Чи́схолм (англ. Melanie Jayne Chisholm; род. 12 января 1974 года, Уистон, Мерсисайд, Великобритания) — британская певица и автор песен. Наиболее известна как участница самой популярной в истории развития музыкального бизнеса девичьей группы Spice Girls, где выступала под псевдонимом Sporty Spice (Спортивная перчинка). Известна как Mel C и Melanie C.
Как сольный исполнитель выпустила 8 студийных альбомов, является соавтором 11 синглов, которые возглавили сводный чарт Великобритании (3-й по величине результат лишь позади Пола Маккартни и Джона Леннона). С 1996 года Мелани Си продала более 105 миллионов записей, в том числе 85 миллионов копий с группой, и 20 миллионов сольных альбомов, синглов и коллабораций. Также на её счету более 325 мировых сертификатов, в том числе 40 серебряных, золотых и платиновых сертификатов в качестве сольного исполнителя.
В 2009 году дебютировала в амплуа актрисы на сцене лондонского театра Phoenix Theatre.

## Ранние годы
Мелани Чисхолм родилась 12 января 1974 года в деревне Уистон (около Ливерпуля). До того как стать одной из участниц группы Spice Girls, Чисхолм проходила обучение в колледже танца, музыки и театрального мастерства. Заняв своё место в коллективе перчинок, Мелани Чисхолм закончила своё обучение, имея за спиной три полных года колледжа.

## Музыкальная карьера

### 1994—1999: Sporty Spice
Как участница группы Spice Girls, Чисхолм обрела известность после выпуска их дебютного сингла «Wannabe» в 1996 году. Дебютный альбом группы — Spice — занял верхние строчки хит-парадов по всему миру, включая США. Всего за 2 года продажи альбомов группы превысили отметку в 35 миллионов копий. После выпуска третьего альбома участницы группы занялись своими сольными карьерами.

### 1999—2003: Virgin Records
Первый шаг своей сольной карьеры Чисхолм сделала в 1998 году, записав с канадским рок-исполнителем Брайаном Адамсом дуэтную композицию под названием «When You’re Gone», которая впоследствии стала топ-5 хитом в Великобритании.
В 1999 году певица выпустила свой дебютный альбом Northern Star. Первые 2 сингла («Goin' Down» и одноимённый «Northern Star») были весьма популярными в Великобритании (оба стали топ-5 синглами), однако не привлекли большого внимания к альбому, тепло встреченному критиками. Третий сингл альбома «Never Be the Same Again» занял первую строчку в британском чарте, став первым синглом Mel C, достигшим первого места. Также сингл добился первой строчки в Нидерландах, вошёл в топ-5 Германии и добрался до второго места в Австралии. Следующий сингл «I Turn to You» повторил успех предыдущего сингла, ставшего #1 в Европе и Америке. «I Turn to You» стал вторым синглом, добившимся первого места в Великобритании. Альбом привлёк внимание общественности и вошёл в топ-10 некоторых европейских стран, в частности в Великобритании занял 4 место, а в Германии шестое. В качестве пятого и финального сингла из альбома была выбрана композиция «If That Were Me» (Top-20 сингл в Великобритании), все продажи от которого были направлены на благотворительность. Northern Star стал трижды платиновым в Великобритании (более 900 000 проданных экземпляров), платиновым в Германии (продано более 500 000 экземпляров), золотым в Бразилии (продано более 100 000 копий), а также золотым в Австралии (продано более 35000 экземпляров). Melanie C отправилась в тур, выступая в таких странах, как Канада, Израиль, Ирландия и Великобритания. С мая 2001 по ноябрь 2002 Melanie C находилась в турне в поддержку своего дебютного альбома.
В марте 2003 года был выпущен второй студийный альбом Чисхолм Reason. В качестве пилотного сингла была выбрана композиция «Here It Comes Again», попавшая в топ-10 на первой неделе своих продаж. Альбом смог войти в топ-5 чарта Великобритании, но стремительно начал падать, достиг № 12 в Германии и № 21 в Швейцарии. Следующие синглы из альбома имели меньший успех: 2-й сингл «On The Horizon» занял 14-ю позицию в сводном чарте Великобритании, а 3-й, «Melt / Yeh Yeh Yeh» достиг лишь 27-й позиции. После череды провалов руководство компании Virgin Records приняло решение разорвать контракт с Чисхолм. Тем не менее Reason был признан золотым в Великобритании, а его продажи в мировом масштабе составили около 500 тысяч экземпляров.

### 2004—2014: Red Girl Records
Большую часть 2004 года певица занималась подготовкой материала для следующего студийного альбома и организацией своего собственного звукозаписывающего лейбла Red Girl Records.
В апреле 2005 года выходит её 3-й студийный альбом Beautiful Intentions, первым синглом из которого была выпущена композиция «Next Best Superstar», которая была выпущена одновременно в Великобритании, Европе и Австралии. Сингл достиг 10-й строчки хит-парада Великобритании, а также на несколько недель занял лидирующую позицию в сводном радио-чарте Германии. В качестве второго сингла был выбран трек «Better Alone», выпуск которого был ограничен, но позже он стал доступен в iTunes Store. Третьим и финальным синглом стала композиция «First Day of My Life», прежде не изданная в альбоме. Сингл был успешен во многих европейских странах, возглавив сводные чарты Германии, Испании, и Швейцарии, Португалии а также став топ-5 синглом в Австрии и Швеции, однако не был выпущен в Великобритании.
Альбом Beautiful Intentions был признан золотым в Германии, Австрии и Швейцарии и платиновым в Португалии, где провёл 9 недель на первой позиции в сводном чарте альбомов. В то же время успех альбома в Великобритании был умеренным: 3-я сольная пластинка Чисхолм добралась лишь до 24-й позиции в сводном чарте. Общие же продажи альбома составили более 1 миллиона копий. Наибольший интерес к альбому был привлечён именно 3-м синглом.
В начале 2007 года был выпущен четвёртый альбом певицы под названием This Time. В качестве первого сингла было выбрано две композиции: «The Moment You Believe» и «I Want Candy», первая из которых была выпущена в основной части Европы, а вторая — в Великобритании, Италии и Дании. «The Moment You Believe» занял на 2 недели лидирующую позицию в сводном чарте Испании, добрался до второй позиции в Португалии, а также стал Top-20 синглом в Германии, Швеции, Австрии и Швейцарии. В то же время «I Want Candy» добрался до 9 позиции в Дании и Италии, но лишь до 24-й позиции в сводном чарте Великобритании.
В качестве второго сингла была выбрана композиция «Carolyna». Вследствие отсутствия какой-либо поддержки со стороны медиаресурсов, сингл провалился в Великобритании, добравшись лишь до 49-й позиции. Несмотря на провал в Великобритании, композиция была достаточно популярна в Европе, где сингл попал в топ-30 в некоторых странах, а также добрался до топ-5 в радио-чартах.
В октябре 2007 года был выпущен третий сингл. Выбор пал на одноимённую композицию «This Time», которая с треском провалилась в чартах синглов, застряв на 94-й позиции в Великобритании и 69-й в Германии, однако была достаточно тепло встречена радиостанциями континентальной Европы.
Альбом This Time стал первым серьёзным провалом Чисхолм в Великобритании, где было продано менее 20 тысяч копий, а сама пластинка дошла лишь до 57-й строчки. Успех альбома в Европе также можно назвать не более, чем скромным: более-менее популярным он стал в Германии, где добрался до 15-й позиции, и в Швейцарии, где был сертифицирован золотым.
Спустя год после выпуска альбома в Европе компания EMI, ранее разорвавшая контракт с певицей, занялась продвижением «This Time» на музыкальном рынке Канады. Альбом появился на прилавках канадских магазинов в начале апреля 2008 года, а в мае прошло концертное турне, охватывавшее крупные канадские города. Но, несмотря на всю проведенную рекламную кампанию, альбом ждал грандиозный провал в хит-парадах продаж, где он не смог пробиться даже в первую сотню. Первый сингл, «Carolyna», также ждал прохладный прием: он едва ли пробился в топ-50 в сводном радио-чарте. В июне того же года был выпущен сингл «Understand». Музыкальное видео для этой композиции, снятое в Торонто, включало в себя отрывки видеозаписей, сделанных во время майского турне певицы, и явилось посвящением Чисхолм своим фанатам.
По разным оценкам, продажи альбома This Time составили около 300 тысяч копий.
В конце августа 2008 года Melanie C сообщила, что начинает работу над своим 5-м студийным музыкальным альбомом.
В мае 2009 года Melanie C объявила о выпуске DVD с концертом в Хард-рок кафе в Манчестере (2008), в помощь Caron Keating Foundation. DVD также включает в себя две новые песни: «Blue Skies All the Way» и «Paris Burning». В июле 2009 года The Mirror сообщила, что Чисхолм выпустит новый альбом в 2010 году, однако этого не произошло, а Чисхолм подтвердила в Twitter, что вернулась в студию звукозаписи и стремится выпустить новый альбом в 2011 году.
В начале 2011 года Digital Spy сообщила, что Мелани Чисхолм работает с диджеем и продюсером клубной музыки Jodie Harsh. В сообщении указывается, что пятый альбом Melanie C отойдет от её предыдущих рок-работ. В мае 2011 года Чисхолм объявила на своём официальном веб-сайте, что первый сингл из нового альбома под названием «Rock Me» будет выпущен в Германии, Швейцарии и Австрии 24 июня 2011 года. Сингл был выбран в качестве официальной песни для немецкого телеканала ZDF о Кубке мира ФИФА среди женских команд. Клип на новый сингл был снят в Манчестере 12 мая 2011 года. 8 июня 2011 года было объявлено, что «Rock Me» будет доступен по всему миру на iTunes. После выхода «Rock Me» стал топ-40 в немецком чарте синглов. Вторым синглом стал «Think About It», видео на который было представлено 15 июля 2011 года.
Следующий сингл «Weak» был выпущен в ноябре 2011 только в Великобритании и попал в BBC Radio 2 A-list Airplay Chart. Четвёртым синглом из альбома The Sea стала кавер-версия немецкого хита «Liebe Ist Alles» группы Rosenstolz. Выпущенный 2 декабря 2011 года, сингл стал доступен в Германии, Австрии, Швейцарии и восточной Европе. В апреле 2012 Мелани Чисхолм объявила выход EP The Night — её совместной работы с Джоди Харшем (Jodie Harsh), ставшей доступной 13 мая 2012.
В июне 2012 на официальном сайте певицы появилась информация о готовящемся альбоме Stages, включающим в себя песни из театральных постановок, имеющих особую важность для Чисхолм. 6 июля 2012 в своем твиттере певица объявила, что альбом будет содержать дуэт с Эммой Бантон, бывшей коллегой по группе Spice Girls. В ноябре 2012 года вышел их совместный сингл «I Know Him So Well».

### 2015—2018: Asia’s Got Talent и Version Of Me
В 2015 году Чисхолм присоединилась к судейской коллегии для шоу Asia’s Got Talent вместе с Дэвидом Фостером, Анггун и Ваннессом Ву.
Они начали отбор в Сингапуре.
Во время съёмок программы Чисхолм жила в Малайзии.
Шоу Asia’s Got Talent транслировалось с марта 2015 года в течение двух месяцев.
14 мая 2015 года Мелани Си и судьи программы выпустили песню «Let’s Groove», которая является кавер-версией сингла Earth, Wind & Fire, и исполнили песню в финале.
В октябре 2015 года Мел Си начала работать над своим седьмым студийным альбомом.
В 2016 году был представлен трек «Numb», записанный Мелани Чисхолм совместно с Sons Of Sonix. Впоследствии песня вошла в её новый альбом.
Седьмой альбом Чисхолм Version of Me был выпущен 21 октября 2016 года.
Альбом дебютировал в UK Albums Chart на 25 позиции. Это её первый альбом, который вошёл топ-40 со времен Beautiful Intentions в 2005 году.
В мае 2017 года певица появилась на шоу Грэма Нортона, где исполнила песню «The Fighter» в дуэте с Китом Урбаном. 27 мая 2017 года Melanie C выступила в Мехико в рамках концертной серии «Classics Fest», в которой также приняли участие такие звезды, как Vanilla Ice и Дженни Берггрен из Ace of Base. Это было её дебютное выступление в Латинской Америке в качестве сольного исполнителя и её первое посещение Мексики со времен Spice Girls. Мелани Чисхолм заявила о своем музыкальном возвращении в Мексику: «Я не была в Мексике много лет, и когда я была здесь в прошлый раз, это было очень коротко. Поэтому я жажду вернуться и спеть». В июне 2017 года она также впервые выступила в Бразилии, там Чисхолм исполнила песню «Say You Will There» в дуэте с бразильской певицей Аниттой на популярном бразильском развлекательном шоу Multishow : Música Boa Ao Vivo. В ноябре-декабре 2017 года Чисхолм была сохедлайнером в «Night of the Proms». Тур состоял из 25 концертов, которые прошли в Нидерландах, Бельгии, Германии и Люксембурге. Она исполнила «Never Be The Same Again», «First Day of My Life», «I Turn To You» и вместе с Джоном Майлсом спела «When You’re Gone».
Она также выступала в Бангкоке в ноябре 2018 года в рамках «Melanie C — Asia Tour 2018».

### 2019: воссоединение Spice Girls и новая музыка
5 ноября 2018 года Мелани Си вместе со Spice Girls объявили о воссоединении. Было подтверждено, что она и её бывшие коллеги по группе Мелани Би, Эмма Бантон и Джери Хорнер воссоединятся для 13-го тура «Spice World — 2019» по Великобритании и Ирландии, который станет их первым за десятилетие. Тур начался в Крок Парк в Дублине 24 мая 2019 года и завершился тремя аншлаговыми концертами на стадионе Уэмбли в июне 2019 года.
6 ноября 2019 года Чисхолм выпустила сингл «High Heels». 19 марта 2020 года Чисхолм выпустила сингл «Who I Am» из своего грядущего восьмого альбома. Впервые песня «Who I Am» была исполнена в прямом эфире 21 апреля 2020 года на шоу The Late Late Show with James Corden. Из-за пандемии COVID-19 выступление певицы транслировалось из дома. На вопрос, как она справляется с ограничениями, Чисхолм ответила: «Я всё время занята. Я пытаюсь закончить мой альбом удалённо. Я пытаюсь оставаться на связи с фанатами: я записываю много ответов на вопросы и стримов». 27 мая 2020 года Чисхолм выпустила второй сингл «Blame It On Me» и видеоклип на него.

## Личная жизнь
Мать Мел Си была солисткой британской группы Petticoat&Vine.
Младший брат Мел Си, Пол О’Нил, — профессиональный гонщик.
Мел Си — триатлонист-любитель. В 2011 году она пробежала свой первый триатлон и с тех пор уже дважды финишировала в лондонском триатлоне.
В 1997 году у Мел Си были непродолжительные отношения с Робби Уильямсом. В 1998 году она встречалась с продюсером Джейком Дэвисом. Летом того же года у неё были отношения с Энтони Кидисом, вокалистом Red Hot Chili Peppers. В 2000 году у Чисхолм и Джейсона «J» Брауна были «сложные отношения», которые в итоге привели к депрессии Чисхолм.
С 2002 по июль 2012 года встречалась с Томасом Старром, у них есть дочь — Скарлет Старр (род. 22 февраля 2009).
В 2012 году, после 10 лет, Чисхолм и Старр прекратили отношения. В 2013 году, по словам певца Мэтта Кардла, Чисхолм помогла ему справиться с депрессией. Также он сказал, что Чисхолм спасла ему жизнь. Они встречались в течение 2014 года.

## Дискография
- Northern Star (1999)
- Reason (2003)
- Beautiful Intentions (2005)
- This Time (2007)
- The Sea (2011)
- Stages (2012)
- Version of Me (2016)
- Melanie C (2020)

## Фильмы и телевидение
| Год  | Название                             | Роль   | Примечание     |
| ---- | ------------------------------------ | ------ | -------------- |
| 1997 | Spice World (film)                   | себя   |                |
| 2012 | Keith Lemon: The Film                | себя   |                |
| 2012 | The Spice Girls Story: Viva Forever! | себя   | Документальный |
| 2013 | Play Hard                            | Кристи |                |

| Год  | Название                         | Роль                | Примечание                                   |
| ---- | -------------------------------- | ------------------- | -------------------------------------------- |
| 2000 | The Norm Show                    | себя                | «Norm vs. Jenny» (Сезон 2, Серия 15)         |
| 2003 | Bo' Selecta!                     | Различные роли      | «Melanie C» (Сезон 2, Серия 6)               |
| 2006 | Dei-te Quase Tudo                | себя                | «10 May 2006» (Сезон 1, Серия 132)           |
| 2007 | Giving You Everything            | себя                | Документальный                               |
| 2007 | The Friday Night Project         | Гость               | Сезон 5, Эпизод 4                            |
| 2011 | The X Factor Australia           | Наставник           | Сезон 3                                      |
| 2012 | Superstar                        | Судья               |                                              |
| 2014 | The Life of Rock with Brian Pern | се                  | «Bi-Polar Polar Bear Aid» (Сезон 2, серия 3) |
| 2015 | Bring the Noise                  | помощник наставника | Сезон 1                                      |
| 2015 | Asia’s Got Talent                | Судья               |                                              |

## Концертные туры
| Основные туры - From Liverpool to Leicester Square (1999) - Northern Star Tour (2000—2001) - Reason Tour (2003) - Beautiful Intentions Tour (2005) - This Time Canadian Tour (2008) - The Sea — Live (2011—2012) - Version of Me UK & Ireland Tour (2017) - Version of Me Europe Tour (2017) - Version of Me Festival Tour (2017—2018) - Global Pride Tour (2019) | Резиденция - The Barfly Mini-Tour (2004) Как специальный гость - The Christmas Tour (Спайк Эдни) (2014) |